# Sphecodes indicus
Sphecodes indicus är en biart som beskrevs av Charles Thomas Bingham 1898. Sphecodes indicus ingår i släktet blodbin, och familjen vägbin. Inga underarter finns listade i Catalogue of Life.